# The Most of Animals
The Most of Animals je kompilacijski blues-rock album britanskog rock sastava The Animals, kojeg diskografska kuća Columbia Records objavljuje u travnju 1966. godine.

## O albumu
Album je objavljen u različitim verzijama 1971. i 1993. godine. Iako su se pjesme razlikovale od kompilacije do kompilacije, sve su snimljene iz vremena 1964. i 1965. godine. Naziv je izveden od imena njihovog tadašnjeg producenta Mickia Mosta.

### Columbia Records 1966.
Prvi album objavljen je 1966. godine od diskografske kuće Columbia Records. Većina materijala ne uključuje pjesme s njihova prethodna dva albuma objavljena za britansko tržište. Album se našao na #4 britanske top ljestvice albuma što je do tada bio njihov najbolji uspjeh (prethodna dva albuma našla su se na #6). To je bio njihov posljednji album za izdavača Columbia (EMI), prije nego što su prešli u novu kuću Decca.

### EMI 1971.
Album je objavljen od diskografske kuće EMI i sadrži različite pjesme od svog prethodnika. Ova verzija albuma zauzela je #17 na britanskoj top ljestvici albuma. Najdulje se zadržao na tiskanju i tijekom 1970-ih i 1980-ih objavljen je na LP-u i kazeti, a još uvijek je dostupan u obliku produljenog CD-a. To je ujedno i osnova za njihovo kompilacijsko izdanje iz 1997. godine The Best of The Animals.

### EMI Music Australija 1993.
Album je objavljen na CD-u od diskografske kuće EMI Music za australijsko tržište. Sadrži dvadeset pjesama koje se razlikuju od prethodne dvije kompilacije.

## Popis pjesama 1966.
Objavljeno 1966. od izdavača Columbia (EMI)

### Strana prva
1. "We Gotta Get out of This Place" (Barry Mann, Cynthia Weil)
2. "Don't Let Me Be Misunderstood" (Bennie Benjamin, Sol Marcus, Gloria Caldwell)
3. "Boom Boom" (John Lee Hooker)
4. "Baby Let Me Take You Home" (Bob Russell, Farrell)
5. "Bright Lights, Big City" (Jimmy Reed)
6. "I'm Crying" (Alan Price, Eric Burdon)
7. "House of the Rising Sun" (tradicionalna, Alan Price)

### Strana druga
1. "It's My Life" (Roger Atkins, Carl D'Errico)
2. "Mess Around" (Ahmet Ertegün)
3. "Dimples" (John Lee Hooker)
4. "Bring It On Home to Me" (Sam Cooke)
5. "Gonna Send You Back to Walker" (Matthews/Hammond)
6. "I'm Mad Again" (John Lee Hooker)
7. "Talkin' 'Bout You" (Ray Charles)

## Popis pjesama 1971.
Objavljeno 1971. od izdavača Music for Pleasure (EMI)

### Strana prva
1. "House of the Rising Sun" (tradicionajna, Alan Price) – 4:32
2. "We Gotta Get out of This Place" (Barry Mann, Cynthia Weil) – 3:15
3. "Road Runner" (Bo Diddley) – 2:51
4. "Let the Good Times Roll" (Leonard Lee) – 1:56
5. "Hallelujah I Love Her So" (Ray Charles) – 2:48
6. "I'm Going to Change the World" (Eric Burdon) – 3:37

### Strana druga
1. "Bring It On Home to Me" (Sam Cooke) – 2:45
2. "Worried Life Blues" (M. Merriweather, Wabash) – 4:13
3. "Baby Let Me Take You Home" (Bob Russell, Farrell) – 2:22
4. "For Miss Caulker" (Eric Burdon) – 3:59
5. "I Believe to My Soul" (Ray Charles, Learner) – 3:25
6. "How You've Changed" (Chuck Berry) – 3:15

### Bonus CD
1. "Don't Let Me Be Misunderstood" (Bennie Benjamin, Sol Marcus, Gloria Caldwell) – 2:30
2. "It's My Life" (Roger Atkins, Carl D'Errico) – 3:09
3. "Club-A-Gogo" (Eric Burdon, Alan Price) – 2:22
4. "I'm Crying" (Alan Price, Eric Burdon) – 2:48

## Popis pjesama 1993.
Objavljeno 1993. godine od izdavača EMI Music za australijsko tržište
1. "House of the Rising Sun" (tradicionalna, Alan Price)
2. "Boom Boom" (John Lee Hooker)
3. "Baby Let Me Take You Home" (Bob Russell, Farrell)
4. "Gonna Send You Back to Walker" (Matthews/Hammond)
5. "Around and Around" (Chuck Berry)
6. "I'm Crying" (Alan Price]], Eric Burdon)
7. "I'm Mad Again" (John Lee Hooker)
8. "She Said Yeah" (Larry Williams)
9. "The Girl Can't Help It" (Bobby Troup)
10. "Story of Bo Diddley" (Bo Diddley)
11. "I'm Crying" (Alan Price, Eric Burdon)
12. "Let the Good Times Roll" (Shirley Goodman, Leonard Lee)
13. "Bring It On Home to Me" (Sam Cooke)
14. "It's My Life" (Roger Atkins, Carl D'Errico)
15. "Memphis Tennessee" (Chuck Berry)
16. "Don't Let Me Be Misunderstood" (Bennie Benjamin, Sol Marcus, Gloria Caldwell)
17. "Bright Lights, Big City" (Jimmy Reed)
18. "Dimples" (John Lee Hooker)
19. "I've Been Around" (Fats Domino)
20. "Road Runner" (Bo Diddley)